# Trautshofen
Trautshofen ist ein Gemeindeteil von Aying im oberbayerischen Landkreis München.

## Geographie
Der Weiler liegt circa zwei Kilometer östlich von Großhelfendorf und ist über die Kreisstraße M 8 zu erreichen.